# Aleksiej Moskwiczow
Aleksiej Grigorjewicz Moskwiczow, ros. Алексей Григорьевич Москвичёв (ur. 1 maja 1909 r. w Troicku, zm. w 1966 r. w Waszyngtonie) – radziecki wojskowy (major), oficer propagandowy Rosyjskiej Armii Wyzwoleńczej, a następnie szef 3 wydziału oddziału przygotowania wojskowego sztabu Sił Zbrojnych Komitetu Wyzwolenia Narodów Rosji podczas II wojny światowej, emigracyjny działacz antykomunistyczny.
15 października 1931 r. wstąpił do Armii Czerwonej. Służył w 83 Pułku Kawalerii. Od września 1932 r. był kursantem oddziału szkoleniowego samodzielnego szwadronu kawalerii pułku. Po przejściu przeszkolenia został dowódcą plutonu w 1 Dywizji Strzelców Górskich. Od kwietnia 1935 r. czasowo dowodził samodzielnym szwadronem kawalerii 83 Pułku Kawalerii. Od maja 1936 r. dowodził pododdziałem szkoleniowym szkoły wojskowej im. Lenina. W 1937 r. awansował do stopnia porucznika, zaś w 1939 r. kapitana. W 1940 r. ukończył akademię wojskową w Moskwie. Objął na krótko funkcję szefa sztabu 24 Dywizji Kawalerii, a następnie szefa sztabu 70 Pułku Kawalerii. Od poł. grudnia tego roku był szefem jednego z oddziałów sztabu 24 Dywizji Kawalerii. W poł. marca 1941 r. ponownie został szefem sztabu 70 Pułku Kawalerii. Od pocz. sierpnia tego roku pełnił obowiązki szefa sztabu 24 Dywizji Kawalerii. Pod koniec 1941 r. awansował na majora. W czerwcu 1942 r. objął funkcję szefa oddziału operacyjnego sztabu XI Korpusu Kawalerii. W lipcu tego roku dostał się do niewoli niemieckiej. Przebywał w różnych obozach jenieckich. Latem 1943 r. wstąpił do Rosyjskiej Armii Wyzwoleńczej (ROA). Jesienią 1943 r. ukończył szkołę propagandystów ROA w Dabendorfie pod Berlinem, po czym służył jako oficer propagandowy w okupowanej Danii. Następnie objął funkcję dowódcy przygotowania taktycznego szkoły propagandystów ROA. Od października 1944 r. był szefem 3 wydziału oddziału przygotowania wojskowego sztabu Sił Zbrojnych Komitetu Wyzwolenia Narodów Rosji. Na pocz. 1945 r. został mianowany podpułkownikiem. 9 maja tego roku wraz ze sztabem i częścią oddziałów "własowskich" poddał się Amerykanom. W lipcu zbiegł z obozu jenieckiego w Landau an der Isar. Ukrywał się w rejonie Ratyzbony. W 1948 r. zamieszkał pod Monachium. Działał w Związku Walki o Wyzwolenie Narodów Rosji (SBONR) i Związku Bojowników Ruchu Wyzwoleńczego (SWOD). Później wyemigrował do USA, gdzie kontynuował działalność w emigracyjnych rosyjskich organizacjach antykomunistycznych.